# Tenagovelia
Tenagovelia is een geslacht van wantsen uit de familie beeklopers (Veliidae). Het geslacht werd voor het eerst wetenschappelijk beschreven door Kirkaldy in 1908.

## Soorten
Het genus bevat de volgende soort:

- Tenagovelia sjoestedti Kirkaldy, 1908